# Ежель, Михаил Брониславович
Михаил Брониславович Ежель (укр. Михайло Броніславович Єжель; род. 19 октября 1952, село Слобода-Ялтушковская) — украинский военный и государственный деятель. Министр обороны Украины (2010—2012), советник президента Украины, чрезвычайный и полномочный посол Украины в Белоруссии (2013—2015), адмирал запаса.

## Биография

### Советское время
Родился 19 октября 1952 года в селе Слобода-Ялтушковская, Винницкая область, Украинская ССР.
В 1970 году окончил 10 классов республиканской специализированной средней школы-интерната спортивного профиля в Киеве.
В том же году поступил в Черноморское высшее военно-морское училище им. П. С. Нахимова (Севастополь), которое окончил в 1975 году по специальности «радиотехнические средства и системы управления противолодочных крылатых ракет». Офицерскую службу начал на кораблях Тихоокеанского флота (с августа 1975 по октябрь 1976 года — командир зенитно-ракетной батареи эсминца; с октября 1976 по октябрь 1979 года — командир группы управления сторожевого корабля; с октября 1979 по август 1980 года — помощник командира сторожевого корабля; с августа 1980 по август 1985 года — командир сторожевого корабля СКР-55 проекта 50).
С сентября 1985 по август 1987 года — слушатель командного факультета Военно-морской орденов Ленина, Октябрьской революции и Ушакова академии им. Маршала Советского Союза А. А. Гречко.
С августа 1987 по декабрь 1990 года проходил службу на должности начальника штаба бригады противолодочных кораблей Тихоокеанского флота.
С декабря 1990 по октябрь 1991 года — командир бригады противолодочных кораблей Тихоокеанского флота.
С октября 1991 года по апрель 1993 года — командир дивизии противолодочных кораблей Тихоокеанского флота.

### Постсоветское время
С 1993 года — в рядах Вооружённых сил Украины.
С апреля по август 1993 года — заместитель начальника управления Военно-морских сил Главного штаба Вооружённых сил Украины.
С августа 1993 по август 1994 года — заместитель командующего Военно-морских сил по вооружению — начальник управления вооружения и судоремонта Военно-морских сил Украины.
С августа 1994 по июнь 1996 года — слушатель факультета подготовки специалистов оперативно-стратегического уровня Академии Вооруженных Сил Украины. По окончании учёбы в Академии был назначен на должность адмирал-инспектора Военно-морских Сил Главной инспекции Министерства обороны Украины. Контр-адмирал (21 августа 1996)
С 28 октября 1996 по 20 августа 2001 года — заместитель Министра обороны Украины — командующий Военно-морскими силами Вооружённых сил Украины.
С мая 1998 по июль 2000 года — член Комиссии по вопросам морской политики при Президенте Украины.
С 20 августа 2001 по 25 апреля 2003 года — Главнокомандующий Военно-морскими силами Вооружённых сил Украины.
Указом Президента Украины от 6 октября 2003 года освобождён с военной службы в запас по состоянию здоровья. Адмирал запаса.
С 13 июня по 19 декабря 2007 года — советник Премьер-министра Украины.
С 4 февраля 2008 по 11 марта 2010 года — Главный инспектор Главной инспекции Министерства обороны Украины.
С 11 марта 2010 по 8 февраля 2012 года — Министр обороны Украины.
3 апреля 2013 года президент Виктор Янукович назначил Михаила Ежеля чрезвычайным и полномочным послом Украины в Белоруссии. 25 апреля 2015 года было объявлено о его отзыве с этой должности и уже 11 мая 2015 года он был с неё уволен.
Магистр государственного управления.
Награждён орденами «За службу Родине в Вооружённых Силах СССР» III-й степени (февраль 1982 года) и Богдана Хмельницкого III-й степени (22 июля 1999), многими медалями и ведомственными наградами.
Хобби — спортивные игры, теннис, парусный спорт.
В августе 2014 года Генеральная прокуратура Украины открыла против Михаила Ежеля более 50 уголовных дел за активное участие в уничтожении тылового обеспечения украинской армии.
14 марта 2016 года Главная военная прокуратура Украины объявила Михаила Ежеля в розыск. Он подозревается в ненадлежащем исполнении служебных обязанностей при согласовании в 2011 году перечня военного имущества Вооруженных сил Украины, подлежащего отчуждению (ч. 2 ст. 367 Уголовного кодекса Украины).
С мая 2015 года проживает в Республике Беларусь в статусе беженца.
8 августа 2022 года ГБР выдвинуло против Михаила Ежеля подозрение в государственной измене.